# Cnemaspis harimau
Cnemaspis harimau là một loài thằn lằn trong họ Gekkonidae. Loài này được Chan, Grismer, Anuar, Quah, Muin, Savage, Grismer, Ahmad, Remigio & Greer mô tả khoa học đầu tiên năm 2010.